# Morózovo (Bélgorod)
|  | Per a altres significats, vegeu «Morózovo». |

Morózovo - Морозово (rus) - és un poble de l'óblast de Bélgorod, a Rússia. El 2016 tenia 556 habitants. Pertany al districte (raion) de Gubkin.